# Zwartbuikgaasvlieg
De zwartbuikgaasvlieg (Pseudomallada ventralis) is een insect uit de familie van de gaasvliegen (Chrysopidae), die tot de orde netvleugeligen (Neuroptera) behoort. 
Pseudomallada ventralis is voor het eerst wetenschappelijk beschreven door Curtis in 1834.